# Dạng Tỵ
Huyện tự trị dân tộc Di Dạng Tỵ (漾濞彝族自治县; bính âm: Yàngbì yízú Zìzhìxiàn) là một đơn vị hành chính trực thuộc châu tự trị dân tộc Di Đại Lý ở miền nam tỉnh Vân Nam, Trung Quốc. Tại Việt Nam, người Di có tên gọi là Lô Lô

## Trấn
- Thương Sơn Tây (苍山西镇)

## Hương
- Mạch Địa (脉地乡)
- Song Giản (双涧乡)
- Phú Hằng (富恒乡)
- Thái Bình (太平乡)
- Bình Pha (平坡乡)
- Thuận Tỵ (顺濞乡)
- Ngõa Hán (瓦厂乡)
- Long Đàm (龙潭乡)
- Kê Nhai (鸡街乡)